# Lista de deputados estaduais da Bahia da 19.ª legislatura
Esta é a lista de deputados estaduais da Bahia para a legislatura 2019–2023.

## Composição das bancadas
| Partido      | Líder               | Bancada | Posição      |
| ------------ | ------------------- | ------- | ------------ |
| PP           | Eduardo Salles      | 10 / 63 | Governo      |
| PT           | Marcelino Galo      | 10 / 63 | Governo      |
| PSD          | Alex da Piatã       | 9 / 63  | Governo      |
| DEM          | Targino Machado     | 7 / 63  | Oposição     |
| PSB          | Marquinho Viana     | 4 / 63  | Governo      |
| PCdoB        | Zó                  | 4 / 63  | Governo      |
| PDT          | Roberto Carlos      | 3 / 63  | Governo      |
| PSDB         | Marcell dos Animais | 3 / 63  | Oposição     |
| PSC          | Laerte do Vando     | 3 / 63  | Oposição     |
| PSL          | Pastor Tom          | 3 / 63  | Oposição     |
| Republicanos | Jurailton Santos    | 2 / 63  | Oposição     |
| AVANTE       | João Isidório       | 1 / 63  | Governo      |
| PL           | Vitor Bonfim        | 2 / 63  | Governo      |
| PODE         | Jânio Natal         | 1 / 63  | Governo      |
| PSOL         | Hilton Coelho       | 1 / 63  | Independente |
| MDB          | Katia Oliveira      | 1 / 63  | Oposição     |

## Deputados Estaduais
| Nome                  | Partido      | Coligação                                                                                        | Votos nominais | Notas | Ref    |       |
| --------------------- | ------------ | ------------------------------------------------------------------------------------------------ | -------------- | --- | ------ | ----- |
| Rosemberg Pinto       | PT           | Força do Trabalho Pela Bahia PT - PMB - PSD - PR - PDT - PODE - PRP - PROS** - PP - PSB - AVANTE | 101.945        | | [ 1 ]  |       |
| Diego Coronel         | PSD          | Força do Trabalho Pela Bahia PT - PMB - PSD - PR - PDT - PODE - PRP - PROS** - PP - PSB - AVANTE | 100.274        | | [ 1 ]  |       |
| Zé Raimundo           | PT           | Força do Trabalho Pela Bahia PT - PMB - PSD - PR - PDT - PODE - PRP - PROS** - PP - PSB - AVANTE | 94.014         | | [ 1 ]  |       |
| Eduardo Salles        | PP           | Força do Trabalho Pela Bahia PT - PMB - PSD - PR - PDT - PODE - PRP - PROS** - PP - PSB - AVANTE | 89.123         | | [ 1 ]  |       |
| Rogério Andrade Filho | PSD          | Força do Trabalho Pela Bahia PT - PMB - PSD - PR - PDT - PODE - PRP - PROS** - PP - PSB - AVANTE | 85.968         | | [ 1 ]  |       |
| Alex da Piatã         | PSD          | Força do Trabalho Pela Bahia PT - PMB - PSD - PR - PDT - PODE - PRP - PROS** - PP - PSB - AVANTE | 83.209         | | [ 1 ]  |       |
| Alex Lima             | PSB          | Força do Trabalho Pela Bahia PT - PMB - PSD - PR - PDT - PODE - PRP - PROS** - PP - PSB - AVANTE | 82.038         | | [ 1 ]  |       |
| Adolfo Menezes        | PSD          | Força do Trabalho Pela Bahia PT - PMB - PSD - PR - PDT - PODE - PRP - PROS** - PP - PSB - AVANTE | 80.817         | | [ 1 ]  |       |
| Ivana Bastos          | PSD          | Força do Trabalho Pela Bahia PT - PMB - PSD - PR - PDT - PODE - PRP - PROS** - PP - PSB - AVANTE | 76.605         | | [ 1 ]  |       |
| Dal                   | UNIÃO        | PCdoB                                                                                            | 74.671         | Eleito pelo PCdoB.                                                                                                | [ 1 ]  |       |
| Marcelinho Veiga      | UNIÃO        | Força do Trabalho Pela Bahia PT - PMB - PSD - PR - PDT - PODE - PRP - PROS** - PP - PSB - AVANTE | 70.612         | Eleito pelo PSB                                                                                                   | [ 1 ]  |       |
| Fátima Nunes          | PT           | Força do Trabalho Pela Bahia PT - PMB - PSD - PR - PDT - PODE - PRP - PROS** - PP - PSB - AVANTE | 69.663         | | [ 1 ]  |       |
| Roberto Carlos        | PV           | Força do Trabalho Pela Bahia PT - PMB - PSD - PR - PDT - PODE - PRP - PROS** - PP - PSB - AVANTE | 69.440         | Eleito pelo PDT                                                                                                   | [ 1 ]  |       |
| Antônio Henrique Jr.  | PP           | Força do Trabalho Pela Bahia PT - PMB - PSD - PR - PDT - PODE - PRP - PROS** - PP - PSB - AVANTE | 66.754         | | [ 1 ]  |       |
| Jusmari Oliveira      | PSD          | Força do Trabalho Pela Bahia PT - PMB - PSD - PR - PDT - PODE - PRP - PROS** - PP - PSB - AVANTE | 66.318         | | [ 1 ]  |       |
| José de Arimateia     | Republicanos | Por uma Bahia Melhor DEM - PRB - PV - PSDB                                                       | 65.946         | O partido mudou de nome, antes se chamava PRB.                                                                    | [ 1 ]  |       |
| Nelson Leal           | PP           | Força do Trabalho Pela Bahia PT - PMB - PSD - PR - PDT - PODE - PRP - PROS** - PP - PSB - AVANTE | 65.478         | | [ 1 ]  |       |
| Robinson Almeida      | PT           | Força do Trabalho Pela Bahia PT - PMB - PSD - PR - PDT - PODE - PRP - PROS** - PP - PSB - AVANTE | 65.295         | | [ 1 ]  |       |
| Pedro Tavares         | UNIÃO        | Por uma Bahia Melhor DEM - PRB - PV - PSDB                                                       | 64.272         | | [ 1 ]  |       |
| Sandro Régis          | UNIÃO        | Por uma Bahia Melhor DEM - PRB - PV - PSDB                                                       | 64.268         | | [ 1 ]  |       |
| Samuel Junior         | Republicanos | Força do Trabalho Pela Bahia PT - PMB - PSD - PR - PDT - PODE - PRP - PROS** - PP - PSB - AVANTE | 63.951         | Eleito pelo PDT                                                                                                   | [ 1 ]  |       |
| Luciano Simões        | UNIÃO        | Por uma Bahia Melhor DEM - PRB - PV - PSDB                                                       | 63.627         | Eleito pelo DEM.                                                                                                  | [ 1 ]  |       |
| Alan Castro           | PV           | Força do Trabalho Pela Bahia PT - PMB - PSD - PR - PDT - PODE - PRP - PROS** - PP - PSB - AVANTE | 62.500         | Eleito pelo PSD                                                                                                   | [ 1 ]  |       |
| Vitor Bonfim          | PV           | Força do Trabalho Pela Bahia PT - PMB - PSD - PR - PDT - PODE - PRP - PROS** - PP - PSB - AVANTE | 61.165         | Eleito pelo PL.                                                                                                   | [ 1 ]  |       |
| Eduardo Alencar       | PSD          | Força do Trabalho Pela Bahia PT - PMB - PSD - PR - PDT - PODE - PRP - PROS** - PP - PSB - AVANTE | 59.891         | | [ 1 ]  |       |
| Marquinho Viana       | PV           | Força do Trabalho Pela Bahia PT - PMB - PSD - PR - PDT - PODE - PRP - PROS** - PP - PSB - AVANTE | 59.020         | Eleito pelo PSB                                                                                                   | [ 1 ]  |       |
| Olívia Santana        | PCdoB        | PCdoB                                                                                            | 57.755         | | [ 1 ]  |       |
| Jurailton Santos      | Republicanos | Por uma Bahia Melhor DEM - PRB - PV - PSDB                                                       | 57.735         | O partido mudou de nome, antes se chamava PRB.                                                                    | [ 1 ]  |       |
| Bobô                  | PCdoB        | PCdoB                                                                                            | 57.716         | | [ 1 ]  |       |
| Tom Araújo            | UNIÃO        | Por uma Bahia Melhor DEM - PRB - PV - PSDB                                                       | 57.570         | | [ 1 ]  |       |
| Paulo Câmara          | PSDB         | Por uma Bahia Melhor DEM - PRB - PV - PSDB                                                       | 55.881         | | [ 1 ]  |       |
| Laerte do Vando       | PSC          | Bahia Livre PSC - PTB - PPL                                                                      | 55.007         | | [ 1 ]  |       |
| Fabiola Mansur        | PSB          | Força do Trabalho Pela Bahia PT - PMB - PSD - PR - PDT - PODE - PRP - PROS** - PP - PSB - AVANTE | 54.444         | | [ 1 ]  |       |
| Euclides Fernandes    | PT           | Força do Trabalho Pela Bahia PT - PMB - PSD - PR - PDT - PODE - PRP - PROS** - PP - PSB - AVANTE | 53.086         | Eleito pelo PDT                                                                                                   | [ 1 ]  |       |
| Soldado Prisco        | UNIÃO        | Bahia Livre PSC - PTB - PPL                                                                      | 53.065         | Eleito pelo PSC                                                                                                   | [ 1 ]  |       |
| Marcelino Galo        | PT           | Força do Trabalho Pela Bahia PT - PMB - PSD - PR - PDT - PODE - PRP - PROS** - PP - PSB - AVANTE | 52.027         | | [ 1 ]  |       |
| Neusa Cadore          | PT           | Força do Trabalho Pela Bahia PT - PMB - PSD - PR - PDT - PODE - PRP - PROS** - PP - PSB - AVANTE | 51.835         | | [ 1 ]  |       |
| Robinho               | UNIÃO        | Força do Trabalho Pela Bahia PT - PMB - PSD - PR - PDT - PODE - PRP - PROS** - PP - PSB - AVANTE | 51.745         | Eleito pelo PP | [ 1 ]  |       |
| Fabrício Falcão       | PCdoB        | PCdoB                                                                                            | 51.620         | | [ 1 ]  |       |
| Aderbal Caldas        | PP           | Força do Trabalho Pela Bahia PT - PMB - PSD - PR - PDT - PODE - PRP - PROS** - PP - PSB - AVANTE | 51.480         | | [ 1 ]  |       |
| Mirela Macedo         | UNIÃO        | Força do Trabalho Pela Bahia PT - PMB - PSD - PR - PDT - PODE - PRP - PROS** - PP - PSB - AVANTE | 50.357         | Eleita pelo PSD                                                                                                   | [ 1 ]  |       |
| Jacó                  | PT           | Força do Trabalho Pela Bahia PT - PMB - PSD - PR - PDT - PODE - PRP - PROS** - PP - PSB - AVANTE | 49.749         | | [ 1 ]  |       |
| David Rios            | UNIÃO        | Por uma Bahia Melhor DEM - PRB - PV - PSDB                                                       | 49.504         | Eleito pelo PSDB e passou pelo PATRIOTA                                                                           | [ 1 ]  |       |
| Alan Sanches          | UNIÃO        | Por uma Bahia Melhor DEM - PRB - PV - PSDB                                                       | 49.050         | | [ 1 ]  |       |
| Paulo Rangel          | PT           | Força do Trabalho Pela Bahia PT - PMB - PSD - PR - PDT - PODE - PRP - PROS** - PP - PSB - AVANTE | 48.296         | | [ 1 ]  |       |
| Maria del Carmen      | PT           | Força do Trabalho Pela Bahia PT - PMB - PSD - PR - PDT - PODE - PRP - PROS** - PP - PSB - AVANTE | 48.147         | | [ 1 ]  |       |
| Jurandy Oliveira      | PSB          | Força do Trabalho Pela Bahia PT - PMB - PSD - PR - PDT - PODE - PRP - PROS** - PP - PSB - AVANTE | 47.432         | Eleito pelo PRP.                                                                                                  | [ 1 ]  |       |
| Tiago Correia         | PSDB         | Por uma Bahia Melhor DEM - PRB - PV - PSDB                                                       | 46.494         | 1º suplente, assumiu após a cassação de Marcell Moraes (PSDB).                                                    | [ 1 ]  |       |
| Osni                  | PT           | Força do Trabalho Pela Bahia PT - PMB - PSD - PR - PDT - PODE - PRP - PROS** - PP - PSB - AVANTE | 46.212         | | [ 1 ]  |       |
| Niltinho              | PP           | Força do Trabalho Pela Bahia PT - PMB - PSD - PR - PDT - PODE - PRP - PROS** - PP - PSB - AVANTE | 46.174         | | [ 1 ]  |       |
| Ângelo Almeida        | PSB          | Força do Trabalho Pela Bahia PT - PMB - PSD - PR - PDT - PODE - PRP - PROS - PP - PSB - AVANTE   | 45.784         | Assumiu após a cassação de Targino Machado (DEM).                                                                 | [ 1 ]  |       |
| Carlos Geilson        | SD           | Por uma Bahia Melhor DEM - PRB - PV - PSDB                                                       | 44.402         | 2º suplente eleito pelo PSDB, assumiu após a nomeação de Léo Prates (PDT) para a Secretaria de Saúde de Salvador. | [ 1 ]  |       |
| Bira Corôa            | PT           | Força do Trabalho Pela Bahia PT - PMB - PSD - PR - PDT - PODE - PRP - PROS** - PP - PSB - AVANTE | 43.743         | 1º suplente, assumiu a vaga de Zé Cocá (PP), eleito prefeito de Jequié em 2020                                    | [ 1 ]  |       |
| Zó                    | PCdoB        | PCdoB                                                                                            | 43.347         | | [ 1 ]  |       |
| Pastor Ubaldino       | PSD          | Força do Trabalho Pela Bahia PT - PMB - PSD - PR - PDT - PODE - PRP - PROS** - PP - PSB - AVANTE | 42.721         | 1º suplente, assumiu a vaga de Jânio Natal (PL), eleito prefeito de Porto Seguro em 2020                          | [ 1 ]  | [ 1 ] |
| Tum                   | AVANTE       | Bahia Livre PSC - PTB - PPL                                                                      | 40.632         | Eleito pelo PSC                                                                                                   | [ 1 ]  |       |
| Reinaldo Braga        | PR           | Força do Trabalho Pela Bahia PT - PMB - PSD - PR - PDT - PODE - PRP - PROS** - PP - PSB - AVANTE | 40.374         | 1º suplente, assumiu após a morte de João Isidório (AVANTE).                                                      | [ 13 ] |       |
| Capitão Alden         | PL           | Renova Bahia PHS - PPS - PRTB - PSL                                                              | 39.732         | Eleito pelo PSL                                                                                                   | [ 1 ]  |       |
| Hilton Coelho         | PSOL         | PSOL                                                                                             | 35.733         | | [ 1 ]  |       |
| Josafá Marinho        | PATRI        | Rede Patriota da Bahia PATRI - REDE                                                              | 28.520         | Assumiu em 6 de novembro de 2020 após a cassação do Pastor Tom (PATRI).                                           | [ 14 ] |       |
| Katia Oliveira        | UNIÃO        | Pra Mudar de Verdade MDB - DC                                                                    | 27.206         | Eleita pelo MDB                                                                                                   | [ 1 ]  |       |
| Talita Oliveira       | Republicanos | Renova Bahia PHS - PPS - PRTB - PSL                                                              | 26.096         | Eleita pelo PSL                                                                                                   | [ 1 ]  |       |
| Junior Muniz          | PT           | Renova Bahia PHS - PPS - PRTB - PSL                                                              | 21.058         | Eleito pelo PHS, passou pelo PP                                                                                   | [ 1 ]  |       |

## Mortes
| Nome          | Partido | Coligação                                                                                        | votos nominais | Notas                                               | Ref    |
| ------------- | ------- | ------------------------------------------------------------------------------------------------ | -------------- | --------------------------------------------------- | ------ |
| João Isidório | AVANTE  | Força do Trabalho Pela Bahia PT - PMB - PSD - PR - PDT - PODE - PRP - PROS** - PP - PSB - AVANTE | 110.540        | Morreu em 11 de novembro de 2021, em Madre de Deus. | [ 15 ] |

## Cassações
| Nome            | Partido | Coligação                                  | Votos nominais | Motivo da cassação                                                            | Ref    |
| --------------- | ------- | ------------------------------------------ | -------------- | ----------------------------------------------------------------------------- | ------ |
| Targino Machado | DEM     | Por uma Bahia Melhor DEM - PRB - PV - PSDB | 67.164         | Abuso de poder ao realizar exames médicos em Feira de Santana                 | [ 16 ] |
| Marcell Moraes  | PSDB    | Por uma Bahia Melhor DEM - PRB - PV - PSDB | 64.219         | Abuso de poder econômico e propaganda eleitoral antecipada                    | [ 17 ] |
| Pastor Tom      | PSL     | Rede Patriota da Bahia PATRI - REDE        | 29.335         | Ausência de filiação partidária no registro de candidatura na eleição de 2018 | [ 18 ] |